# Gianluca Gaudino
Gianluca Gaudino, född 11 november 1996 i Hanau, är en tysk fotbollsspelare som spelar som mittfältare för SV Sandhausen. Han är son till den tyska före detta landslagsspelaren Maurizio Gaudino.

## Klubbkarriär
Gaudino började spela fotboll i Bayern Münchens akademi. Han blev uppflyttad i A-laget till säsongen 2014/2015 efter att ha imponerat på Pep Guardiola. Den 13 augusti 2014 gjorde han sin A-lagsdebut i Tyska Supercupen mot Borussia Dortmund. Han gjorde sin ligadebut i den första matchen av Bundesliga säsongen 2014/2015 mot VfL Wolfsburg. Bayern vann matchen med 2–1, och Gaudino blev den fjärde yngsta debutanten i klubbens historia.
I juni 2017 värvades Gaudino av italienska Chievo. I januari 2019 värvades Gaudino av schweiziska Young Boys, där han skrev på ett 2,5-årskontrakt.
I juni 2021 värvades Gaudino av 2. Bundesliga-klubben SV Sandhausen.

## Meriter
Bayern München
- Bundesliga: 2014/2015

Young Boys
- Schweiziska superligan: 2018/2019, 2019/2020
- Schweiziska cupen: 2019/2020